# Burgstall Wippenhausen
Der Burgstall Wippenhausen bezeichnet eine abgegangene Abschnittsbefestigung 800 m nordwestlich der Pfarrkirche St. Nikolaus in Wippenhausen, einem Gemeindeteil der Gemeinde Kirchdorf an der Amper im Landkreis Freising in Bayern. Die Anlage wird als Bodendenkmal unter der Aktennummer D-1-7536-0035 als „Abschnittsbefestigung des frühen Mittelalters (‚Burghauser Leiten‘) sowie Grabhügel vorgeschichtlicher Zeitstellung“ geführt. 

## Beschreibung
Die dreiecksförmige Abschnittsbefestigung liegt auf einem bewaldeten Bergsporn an der Burghauserleite und ragt zu der nördlich vorbeifließenden Amper vor. Die Basis des Dreiecks beträgt ca. 260 m, die Länge bis zur Spitze macht ca. 400 m aus.